# Правосъзнание
Правосъзнанието или правното съзнание е отношението на Homo sapiens към правото, въз основа на познанието на закона и субективното – чувствено възприятие за законност и установен правов ред.
Правното съзнание е една от формите на общественото съзнание, която включва в себе си правни възгледи, теории, идеи, мнения, оценки, настроения, чувства, изразяващи отношението на индивидите, на социалните групи и обществото като цяло към съществуването и разбирането за право, както и към правните явления и поведението на хората в сферата на правото.

## История на понятието
Терминът „правно съзнание“ се появява в правната литература през 20 век. Правната мисъл през 19 век не използва този термин, а заменения „правно чувство“, популяризиран главно от германската историческа школа. Дефиницията на правното съзнание се състои от три структурни елемента, формиращи понятието:
1. рационален – знанието;
2. психологически – оценката към правото и практиката по прилагането му;
3. волеви – готовността за поведение в правната сфера.

Правосъзнанието има особена роля в механизма на социалното действие на правото. Правното съзнание се намира в тясна взаимовръзка с останалите форми на общественото съзнание: политическо, религиозно, нравствено и т.н. Тази връзка естествено рефлектира в оценките и мненията, в психологическите нагласи и ценностните ориентации към правото.

## Правосъзнание, религия и морал
Най-силна е връзката между морално и правно съзнание, респективно като реминисценция на тази между морал и право, а в исторически и някъде в съвременен контекст между религия и право (при запазилите се религиозно традиционни правни системи). В определен смисъл моралното съзнание е основа на правосъзнанието. Това се отнася най-вече за ценностните ориентации и психологическите нагласи като структурни компоненти на психологическия елемент на правосъзнанието. Емпиричните социологически изследвания показват, че много често в съзнанието на личността и на отделните социални групи настъпва идентификация между морални или религиозни и правни възгледи, нагласи и ориентации.

## Правосъзнание, теория и практика
Друго разграничение, което се прави е разграничението между научнотеоретично и всекидневното (практическо) правосъзнание. Научнотеоретичното правосъзнание е по-високото равнище на правосъзнанието, тъй като отразената правна действителност се отличава със строга систематичност на научните понятия, категории, съждения, възгледи и умозаключения. Всекидневното правосъзнание от своя страна, се формира в процеса на ежедневното общуване между хората и в процеса на практиката, и включва в себе си опита, натрупан в съвместната съдебна, икономическа или политическа дейност, знанията, психологическите нагласи и ориентации към правото и неговото социално действие, придобити и формирани по време на тази практика. Всекидневното правосъзнание играе съществена роля при формирането на общественото мнение за правото.

## Психологически анализ на правосъзнанието
Правното съзнание играе решаваща роля в процеса на превръщане на правните предписания в конкретно поведение. Сами по себе си правните норми не могат да осъществят своето регулативно действие, без да са „пречупени“ от правосъзнанието. Разбира се, самата правна норма, пречупена през съзнанието на субекта, оказва различно въздействие – в едни случаи тя мотивира правомерно поведение, в други – нейното влияние върху съзнанието не е достатъчно, за да създаде такава психологическа нагласа, която да изключва противоправното поведение. Върху мотивите, определящи поведението в правната сфера оказват влияние най-различни фактори. В психологически план обаче тези различия в мотивацията са израз на различната степен на интернализация на правните норми в индивидуалното съзнание и на различна степен на правна социализация на личността. Тези разновидности на мотивационната обусловеност на правно-релевантното поведение се опосредстват в индивидуалното правосъзнание с неговите структурни компоненти. Разгледани поотделно, елементите в механизма на формиране на правно-релевантното поведение, разкриват структурната му нееднородност.

## Социологически анализ на правосъзнанието
Емпиричното изследване на правното съзнание има за цел чрез методите на социологията да набере необходимата информация за влиянието на всеки един от тези структурни елементи на правосъзнанието (индивидуално, групово, обществено) върху правно-релевантното поведение. Относително най-лесно на емпиричен анализ подлежи първият, познавателният елемент – правната информираност. По-трудно на емпиричен анализ се поддават останалите два елемента. В практиката на емпиричните правно-социологически изследвания, правосъзнанието заема основно място, тъй като получената информация може съществено да подпомогне както нормотворческата дейност, така и практиката по ограничаване на социалната патология в правната сфера.